# Ivănești (okręg Jałomica)
Ivănești – wieś w Rumunii, w okręgu Jałomica, w gminie Ciulnița. W 2011 roku liczyła 197 mieszkańców.